# Tayfun Korkut
Tayfun Korkut (* 2. April 1974 in Stuttgart, Deutschland) ist ein ehemaliger türkischer Fußballspieler und heutiger -trainer. Aufgewachsen in der Nähe von Stuttgart, war er als Profi überwiegend in der Türkei und in Spanien aktiv und bestritt in jener Zeit 42 Länderspiele für die türkische Nationalmannschaft. Als Trainer war er zunächst im Jugendbereich und als Co-Trainer tätig, bevor er rund eineinhalb Jahre den Bundesligisten Hannover 96 betreute. Nach drei kurzen Anstellungen beim 1. FC Kaiserslautern, Bayer 04 Leverkusen und VfB Stuttgart war er zuletzt Cheftrainer von Hertha BSC.

## Spielerkarriere

### Vereine
Tayfun Korkut wuchs in Ostfildern bei Stuttgart auf und begann im Stadtteil Ruit beim Turnerbund Ruit 1892 e. V. mit dem Fußballspielen. Anschließend wechselte er in die Jugendabteilung der Stuttgarter Kickers.
1994 rückte er in den Kader der ersten Mannschaft der Kickers in der Regionalliga Süd auf. Zur Saison 1995/96 wechselte er zum türkischen Erstligisten Fenerbahçe Istanbul, blieb dort fünf Spielzeiten und wechselte 2000 nach Spanien zum Erstligisten Real Sociedad San Sebastián. Nach drei Spielzeiten ging er zum Ligakonkurrenten Espanyol Barcelona. Zur Saison 2004/05 wechselte Korkut zurück in die Türkei zum Erstligisten Beşiktaş Istanbul, anschließend in der folgenden Saison zum Ligakonkurrenten Gençlerbirliği Ankara.

### Nationalmannschaft
Korkut bestritt zwischen 1995 und 2003 42 Länderspiele für die türkische A-Nationalmannschaft. Er nahm mit ihr an der EM 1996 in England sowie an der EM 2000 in Belgien und den Niederlanden teil.

### Erfolge
Fenerbahçe Istanbul
- Türkischer Meister: 1996

## Trainerkarriere

### Frühe Karriere
Korkut begann 2007 seine Trainerlaufbahn in der Jugendabteilung seines ehemaligen Vereins Real Sociedad San Sebastián. In der Saison 2009/10 betreute er die U17-Mannschaft der TSG 1899 Hoffenheim als Cheftrainer. Im März 2011 erwarb er seine Fußballlehrerlizenz an der Hennes-Weisweiler-Akademie in Köln und verfügt seither über die UEFA-Pro-Lizenz.
Zur Saison 2011/12 wurde Korkut neuer Cheftrainer der U19 des VfB Stuttgart. Zum Ende des Jahres löste er seinen Vertrag auf, da er vom türkischen Fußballverband ein Angebot erhalten hatte. Ab dem 1. Januar 2012 war er als Co-Trainer der türkischen A-Nationalmannschaft tätig. Nach dem Rücktritt des Nationaltrainers Abdullah Avcı im August 2013 fand Korkut bei dessen Nachfolger Fatih Terim keine Berücksichtigung im Trainerstab.

### Hannover 96
Am 31. Dezember 2013 wurde er als neuer Trainer von Hannover 96 vorgestellt und übernahm die Mannschaft auf dem 13. Tabellenplatz mit 18 Punkten. Er erhielt einen Vertrag bis zum 30. Juni 2016. In der Rückrunde der Saison 2013/14 holte er 24 Punkte und beendete die Saison auf dem zehnten Tabellenplatz. Die Hinrunde der Saison 2014/15 beendete er ebenfalls mit 24 Punkten auf dem achten Tabellenplatz und holte somit im Kalenderjahr 2014 in 34 Bundesligaspielen 48 Punkte. Am 20. April 2015 wurde er nach 13 sieglosen Spielen – sechs Unentschieden und sieben Niederlagen – beurlaubt.

### 1. FC Kaiserslautern
Am 15. Juni 2016 wurde er als neuer Cheftrainer des Zweitligisten 1. FC Kaiserslautern vorgestellt. Im Dezember 2016 löste er seinen Vertrag beim Zweitligisten auf eigenen Wunsch auf. Man war seit fünf Ligaspielen sieglos und stand auf dem 13. Tabellenplatz.

### Bayer Leverkusen
Am 6. März 2017 verpflichtete Bayer 04 Leverkusen Korkut als Trainer bis zum Saisonende 2016/17. Er trat die Nachfolge des tags zuvor entlassenen Roger Schmidt an. Korkut übernahm bei Tätigkeitsantritt den großen Teil des Trainerstabes seines Vorgängers, wobei Markus Krösche durch Xaver Zembrod ersetzt wurde, mit dem Korkut bereits in Hannover und Kaiserslautern zusammengearbeitet hatte. Eine Zusammenarbeit über das Saisonende hinaus schloss der Verein am 13. Mai 2017 aus. Unter Korkut gewann Leverkusen nur zwei von elf Bundesligaspielen und beendete die Spielzeit auf dem 12. Rang. 

### VfB Stuttgart
Am 29. Januar 2018 übernahm Korkut die nach dem 20. Spieltag mit 20 Punkten auf dem 14. Tabellenplatz stehende Bundesligamannschaft des Aufsteigers VfB Stuttgart als Nachfolger von Hannes Wolf. Korkut holte aus den 14 restlichen Bundesligaspielen 31 Punkte (neun Siege, vier Unentschieden und eine Niederlage). Nachdem er durch einen 4:1-Auswärtssieg beim FC Bayern München mit dem VfB am letzten Spieltag der Bundesligasaison 2017/18 den siebten Platz erreicht und die Qualifikation für den Europapokal nur knapp verpasst hatte, wurde seine Vertragslaufzeit im Juni 2018  bis Juni 2020 verlängert. Nach nur fünf Punkten aus den ersten sieben Spielen der Saison 2018/19 wurde Korkut am 7. Oktober 2018 auf dem letzten Tabellenplatz liegend beurlaubt.

### Hertha BSC
Ende November 2021 übernahm Korkut die Bundesligamannschaft von Hertha BSC als Nachfolger von Pál Dárdai und unterschrieb einen Vertrag bis zum Ende der Saison 2021/22. Die Mannschaft stand zu diesem Zeitpunkt nach dem 13. Spieltag mit 14 Punkten auf dem 14. Platz, wobei der Vorsprung auf den Relegationsplatz einen Punkt betrug. Am 13. März 2022 trennte sich der Verein wieder von ihm. Zuvor hatte er aus 13 Ligaspielen nur 9 Punkte geholt, womit Hertha auf einen Abstiegsplatz abgerutscht war.

## Trivia
Korkut war zum Zeitpunkt seiner Tätigkeit in Hannover nach Özcan Arkoç der zweite türkischstämmige Cheftrainer in der deutschen Bundesliga.
Seine Familie gehört der als Balkantürken bezeichneten türkischen Minderheit in Bulgarien an; sie siedelte von dort in die westtürkische Hafenstadt Izmir über. Später kam die Familie im Zuge des Anwerbeabkommens zwischen der Bundesrepublik Deutschland und der Türkei als Gastarbeiter in die Bundesrepublik.
Korkuts Sohn Efe spielt für die U19 des VfB Stuttgart.
Korkut spricht fließend Türkisch, Deutsch, Spanisch und Englisch.
Seit 2024, der Rückrunde der 2. Fußball-Bundesliga, gehört Korkut als Experte zum Sport1 Experten-Team bei den Samstag-Abend Live-Spielen.